# Zollschule

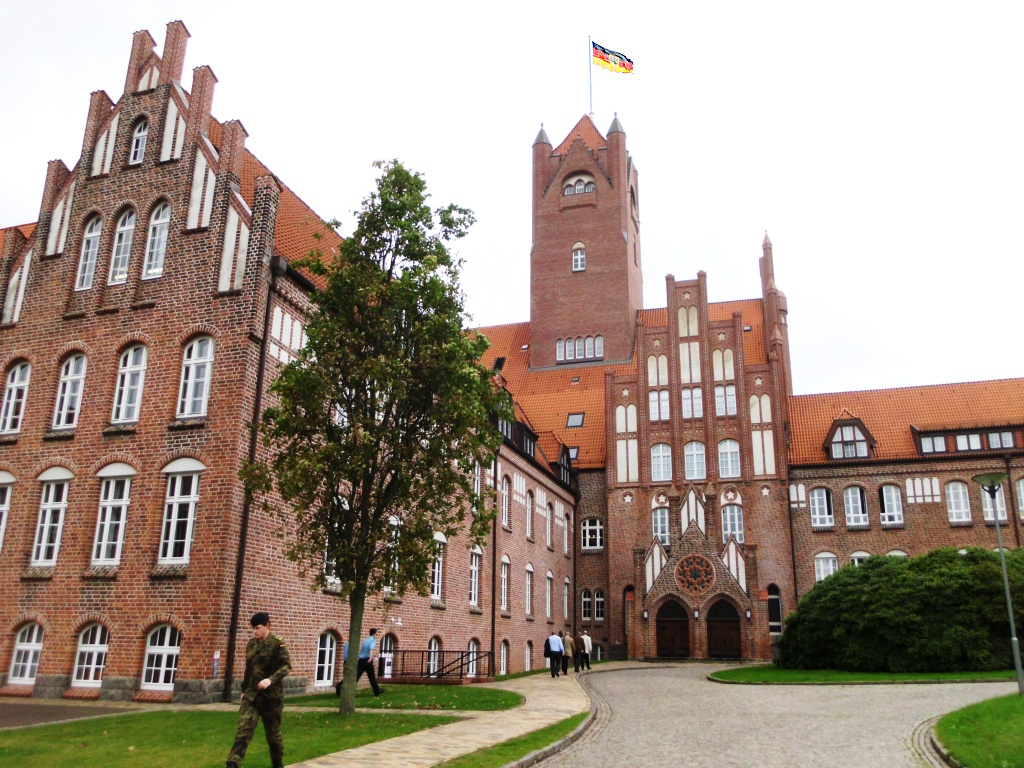
Nach dem Zweiten Weltkrieg befand sich in der Marineschule Mürwik die Flensburger Zollschule, die sich zuvor an einem anderen Ort in der Stadt befand.

Zollschule werden Schulen genannt, an denen Zöllner ausgebildet oder fortgebildet werden. Schulen mit der offiziellen Benennung „Zollschule“ existierten in Deutschland seit dem Jahr 1935 bis zum Jahr 2001. Teilweise trugen einige der Schulen nach dem Krieg auch die Bezeichnung Zollgrenzschutzschule. Auch wenn die offizielle Bezeichnung Zollschule heute nicht mehr im Gebrauch ist, werden heutzutage noch einige Schulen im Volksmund als Zollschulen bezeichnet.

## Hintergrund

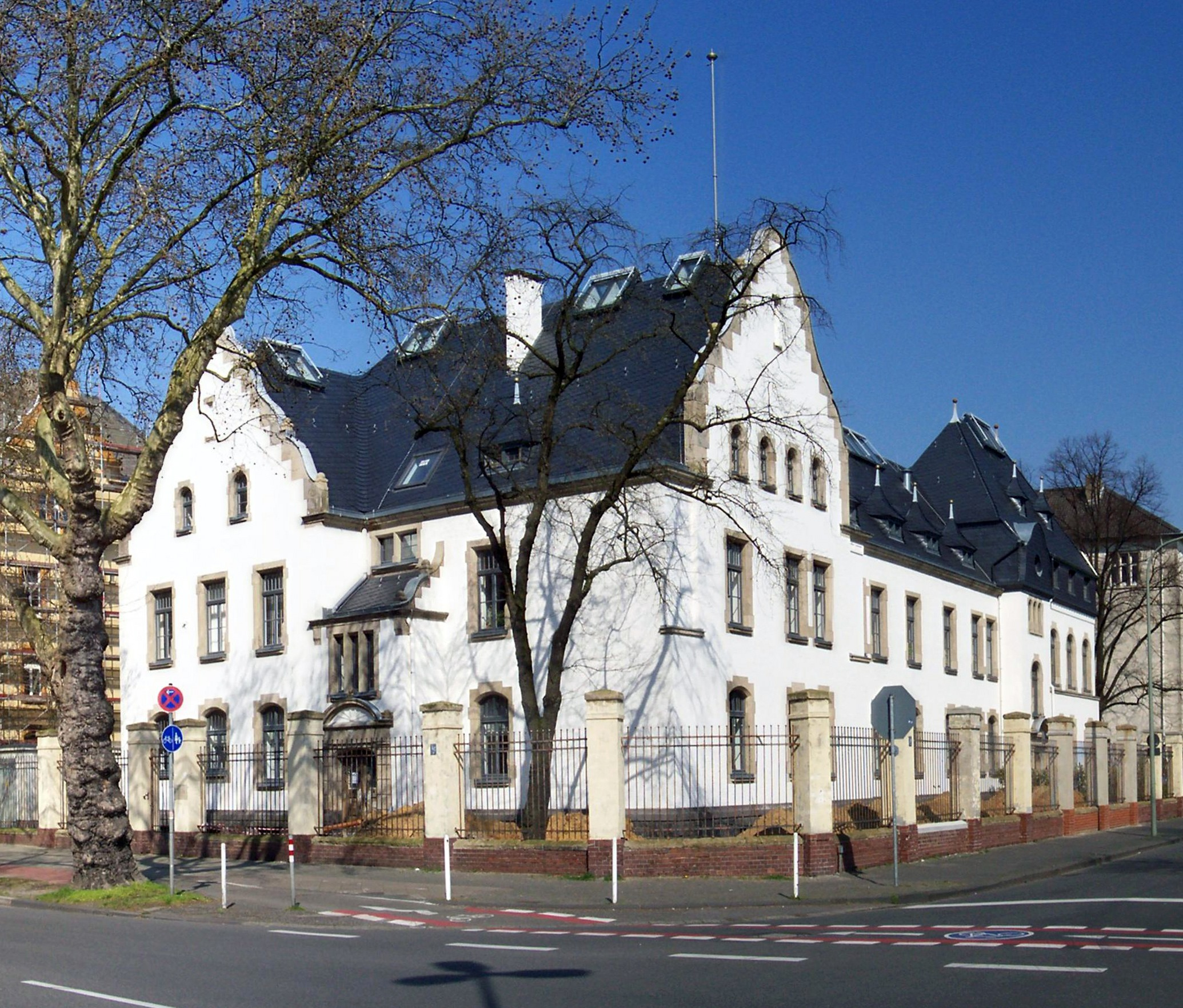
Die Husarenkaserne Krefeld, die zeitweise als eine Zollschule diente

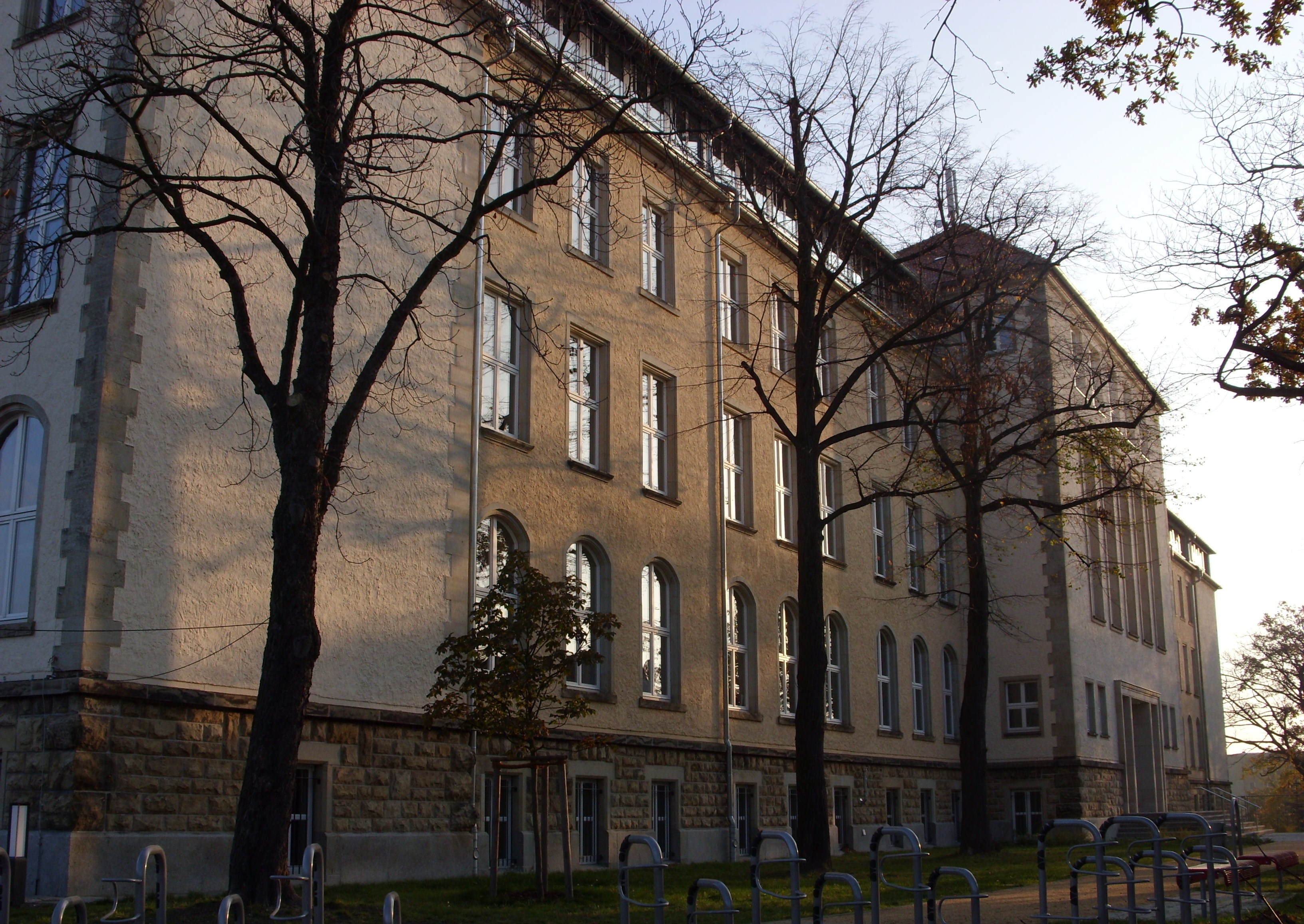
Auch das Sorbische Gymnasium Bautzen diente einst als Zollschule.

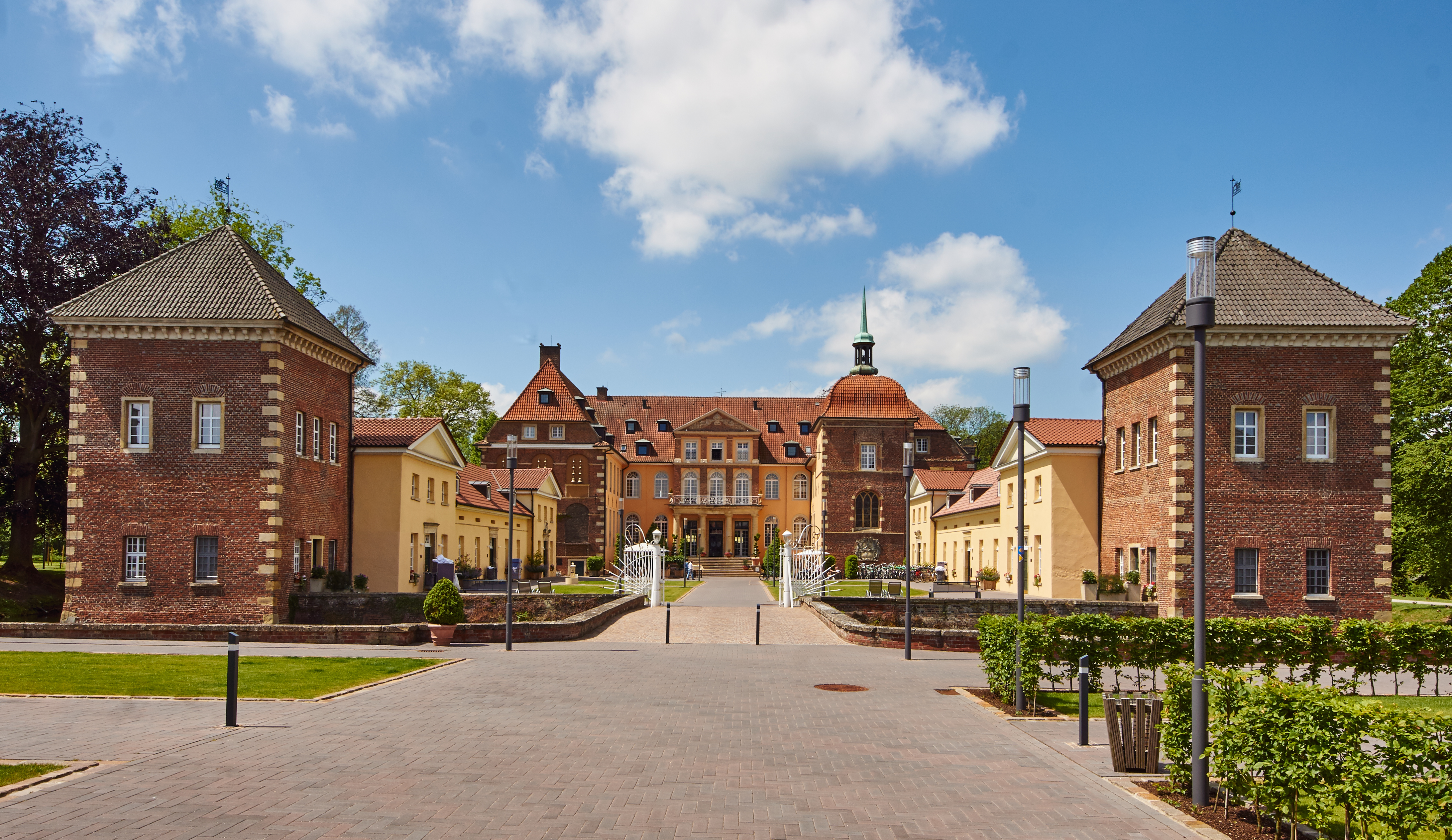
Das Schloss Velen diente ebenfalls zeitweise als Zollschule.

### Gründung der Zollschulen
Im Deutschen Reich wurden in den 1930er Jahren durch den Staatssekretär Fritz Reinhardt Zollschulen zusammen mit Reichsfinanzschulen eingerichtet. Während des Zweiten Weltkrieges wurden viele dieser Zollschulen geschlossen und ihre Schulgebäude als Lazarette genutzt. Einige wenige dieser Zollschulen wurden nach dem Krieg wieder geöffnet.

### Die Ehemaligen Zollschulen die in den 1930/40er Jahren gegründet wurden
Die Zollschulen wurden offenbar durchgehend in schon existierenden Gebäuden eingerichtet, die eine repräsentative Wirkung aufwiesen:
- Zollschule Bautzen: Die Zollschule wurde 1937 in einem Gebäude eingerichtet, in dem sich zuvor eine katholische Oberschule befand. Die Zollschule existierte bis 1942. Später wurde in dem Gebäude das Sorbische Gymnasium Bautzen eingerichtet.[5]
- Zollschule Berlin: Sie lag im ehemaligen Bezirk Wilmersdorf, im Hause Fehrbelliner Platz 3, dem heutigen Sitz der BDBOS. Wann sie geschlossen wurde, ist unklar. In Berlin existierte nach dem Zweiten Weltkrieg aber offenbar die Zollschule Berlin (West).[6] Daneben existierte noch im Ortsteil Dahlem, am „Wilden Eber“, Lentzealle 8, die Zolltechnische Prüfungs- und Lehranstalt von Berlin (West).
- Zollschule in Dresden: Sie soll eine Zweigstelle der Zollschule Berlin gewesen sein. Im Gebäude befindet sich heute der Sächsische Landtag.[7]
- Zollschule Flensburg: 1938 wurde sie in der Oberrealschule und Landwirtschaftsschule eröffnet. Nach dem Zweiten Weltkrieg wurde sie in die Marineschule Mürwik verlegt. Sie existierte fast 18 Jahre lang.
- Zollschule Krefeld: Die Zollschule bezog 1937 die Husarenkaserne Krefeld in der sie bis ungefähr 1944 verblieb.
- Zollschule Lauf: Die Zollschule existierte in den 1930er Jahren in Lauf an der Pegnitz, nahe Nürnberg.[8]
- Zollschule Lochau: Die Zollschule am österreichischen Teil des Bodensees wurde im Jahr 1941 gegründet. Sie wurde schon 1943 wieder geschlossen, da die Räumlichkeiten für ein Lazarett benötigt wurden.[9]
- Zollschule Mölln: Sie bestand von 1938 bis 1940 in Mölln. Danach wurde im Gebäude eine Reichsfinanzschule eingerichtet.[10]
- Zollschule Sigmaringen: Sie bestand von 1937 bis 1939 in Sigmaringen. Danach wurde im Gebäude eine Reichsfinanzschule eingerichtet.[11]
- Zollschule Velen: Sie wurde 1937 im Schloss Velen eingerichtet. Während des Zweiten Weltkrieges wurde sie geschlossen und offenbar in den 1960er Jahren wiederbelebt.[12][13]
- Zollschule Velten: Sie befand sich in Velten.[14]
- Zollschule Waldenburg: Sie existierte in den 1930er Jahren im heutigen polnischen Wałbrzych.[15]

### Weitere Zollschulen, die nach dem Zweiten Weltkrieg existierten

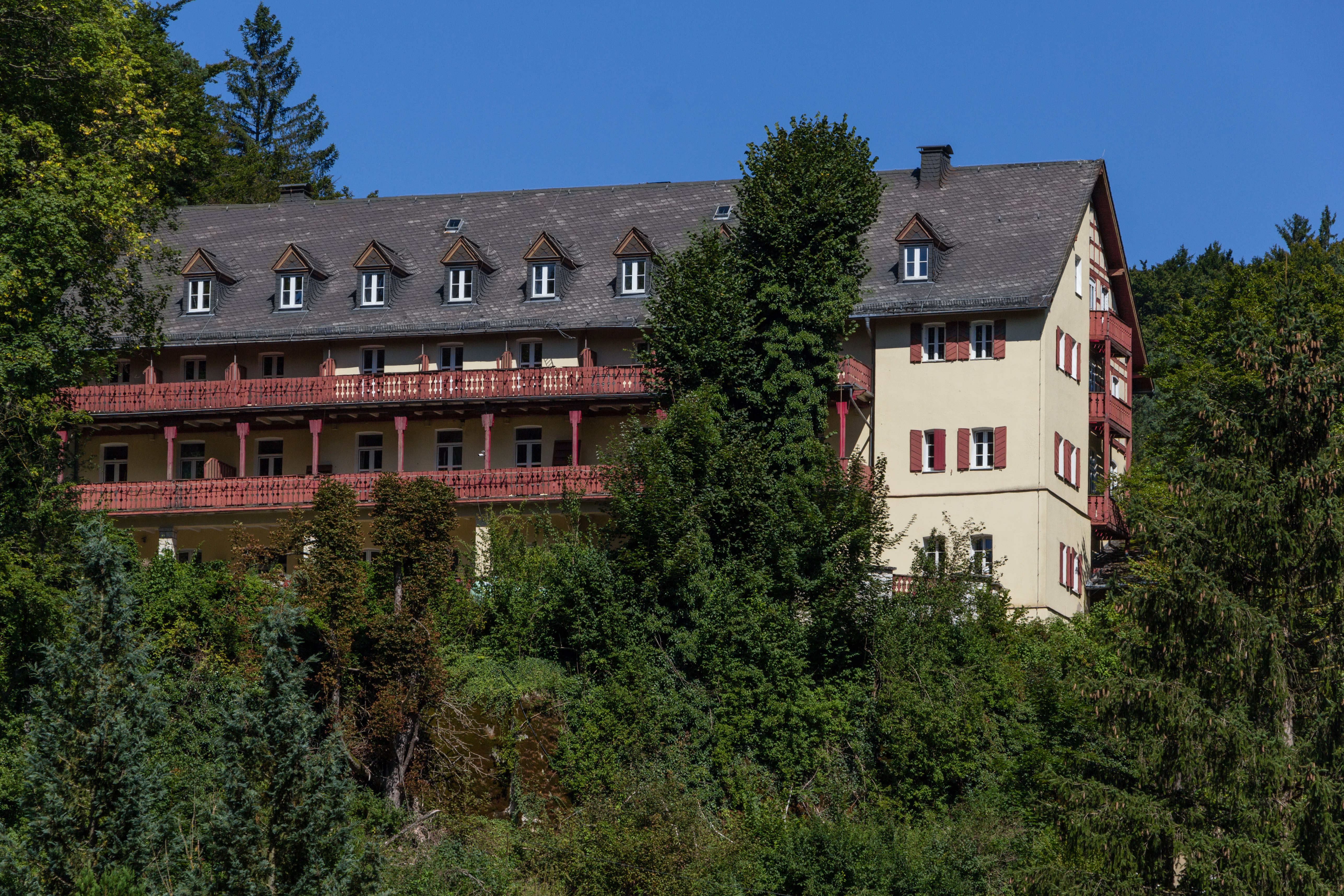
Die ehemalige Zollschule in Rupprechtstegen

Weitere Zollschulen, die offenbar nach dem Zweiten Weltkrieg entstanden, befanden sich unter anderem in folgenden Städten:
- Zollschule Bad Gandersheim: Sie befand sich in den 1950er Jahren in Bad Gandersheim. Seit 1987 befindet sich im Kasernengebäude der ehemaligen Zollschule das Glaubenszentrum Bad Gandersheim.[16]
- Zollschule Bonn: In Bonn existierte Anfang der 1950er Jahre eine Zollschule. 1956 sollen Teile der Zollschule Flensburg nach Bonn verlegt worden sein.[17] Doch offenbar existierte die Zollschule Bonn nach dem Jahr 1955 dort nicht mehr. Mit dem erwähnten Verweis auf Bonn dürften dementsprechend nur die Akten und Ähnliches gemeint gewesen sein.[18]
- Zollschule in Eckerförde: Die Zollschule in Eckernförde wurde 1949 vorübergehend von der Zollschule Flensburg als Zweigstelle eingerichtet. Wie lange sie existierte, ist unklar. Schon im Jahr 1950 zog die Flensburger Zollschule in den großen Gebäudekomplex der Marineschule Mürwik um.[19]
- Zollschule Herrsching: In den 1950er Jahren existieren die Zollschule in Herrsching am Ammersee.
- Zollschule Neustadt in Neustadt an der Weinstraße: Sie existierte seit den 1950/60er Jahren und wurde nach der Wiedervereinigung aufgelöst.[20]
- Zollschule in Oberstdorf: Die Zollschule existierte bis 2001.[21]
- Zollschule Rupprechtstegen: Von 1966 bis zum März 2001 existierte diese Zollschule in der Gemeinde Hartenstein.[22]

Unweit der Grenze zur CSSR und DDR sollen des Weiteren in den 1970er und 1980er Jahren beim Schloss Gattendorf bei Hof in Oberfranken die zweimonatigen Schießlehrgänge und Lehrgänge in unterstützenden Techniken für den Grenzzolldienst in der Bundeszollverwaltung erfolgt sein.

### Nachfolge und heutige Zollschulen
Heutige Fortbildungsstandorte der Bildungs- und Wissenschaftszentrum der Bundesfinanzverwaltung wie beispielsweise in Sigmaringen, die dort 1972 eingerichtet wurde, werden im Volksmund heutzutage offenbar weiterhin hin und wieder Zollschulen genannt. In Österreich werden angehende Zöllner an der Bundesfinanzakademie in Wien sowie an der eigenen Dienststelle ausgebildet. Die Ausbildung unterteilt sich in Grundausbildung und Funktionsausbildung, die Dauer der Ausbildung ist abhängig von der Einstufung des Auszubildenden in den mittleren, gehobenen oder höheren Dienst.
In der Schweiz befindet heute sich eine Zollschule in der Gemeinde Liestal. Diese Jahrzehnte alte Zollschule ist die einzige, die in der Schweiz existiert.
In Südtirol in Bozen existiert seit 2002 eine Grundschule, die den Namen Zollschule trägt, sie liegt in der dortigen Zollstraße 15. Zuvor befand sich dort eine Obstversteigerungshalle. Der Name der Schule geht damit vermutlich nicht auf eine wirkliche Zollschule zurück.